# Берестянское сельское поселение
Берестя́нское се́льское поселе́ние — муниципальное образование в Сасовском районе Рязанской области России.

## История
Образовано в результате муниципальной реформы 2006 г. на территории Берестянского сельского округа (центр Берестянки) — с возложением административного управления на посёлок Берестянки.

## Население
| 2010 | 2012 | 2013 | 2014 | 2015 | 2016 | 2017 |
| ---- | ---- | ---- | ---- | ---- | ---- | ---- |
| 871  | ↘870 | ↘865 | ↗879 | ↘864 | ↘857 | ↘837 |
| 2018 | 2019 | 2020 | 2021 |      |      |      |
| ↘824 | ↘793 | ↘764 | ↗770 |      |      |      |

## Административное устройство
Образование и административное устройство сельского поселения определяются законом Рязанской области от 07.10.2004 № 96-ОЗ.
Границы сельского поселения определяются законом Рязанской области от 08.12.2008 № 189-ОЗ.

## Населённые пункты
В состав сельского поселения входят 6 населённых пунктов:
| Населённый пункт | Статус  | Население, человек | Год  | % от населения поселения | Расстояние до центра поселения, км | Расстояние до райцентра, км | Примечание |
| ---------------- | ------- | ------------------ | ---- | ------------------------ | ---------------------------------- | --------------------------- | ---------- |
| Берестянки       | село    | 496                | 2012 | 64.4                     | —                                  | 7                           |            |
| Доринки          | деревня | 11                 | 2012 | 1.4                      | 6                                  | 13                          |            |
| Мордвиново       | деревня | 78                 | 2012 | 10.1                     | 5                                  | 12                          |            |
| Мурзинки         | деревня | 39                 | 2012 | 5.1                      | 7                                  | 14                          |            |
| Перша            | посёлок | 4                  | 2012 | 0.5                      | 3                                  | 10                          |            |
| Пионерская Роща  | посёлок | 251                | 2012 | 32.6                     | 2                                  | 5                           |            |